# Lill-Kälsjön (Håsjö socken, Jämtland)
Lill-Kälsjön är en sjö i Bräcke kommun i Jämtland och ingår i Indalsälvens huvudavrinningsområde. Sjön har en area på 0,205 kvadratkilometer och ligger 297,1 meter över havet. Sjön avvattnas av vattendraget Kälån.

## Delavrinningsområde
Lill-Kälsjön ingår i det delavrinningsområde (698606-152889) som SMHI kallar för Utloppet av Lill-Källsjön. Medelhöjden är 328 meter över havet och ytan är 1,53 kvadratkilometer. Räknas de 3 avrinningsområdena uppströms in blir den ackumulerade arean 38,1 kvadratkilometer. Kälån som avvattnar avrinningsområdet har biflödesordning 3, vilket innebär att vattnet flödar genom totalt 3 vattendrag innan det når havet efter 120 kilometer. Avrinningsområdet består mestadels av skog (83 procent). Avrinningsområdet har 0,2 kvadratkilometer vattenytor vilket ger det en sjöprocent på 13,3 procent.